# Masicera micans
Masicera micans là một loài ruồi trong họ Tachinidae.